# Premsa de França
La premsa a França que s'ha distribuït i es distribueix, es recull en aquest resum.

## Llista de periòdics francesos
| Nom del diari | Temàtica    | Tendència | Tipus    | Format    | Grup editorial | Ref.  |
| ------------- | ----------- | --------- | -------- | --------- | -------------- | ----- |
| Le Parisien   | generalista | pagament  |          |           | [ 1 ]          |       |
| Le Figaro     | generalista | pagament  |          |           | [ 2 ]          |       |
| Le Monde      | generalista | pagament  |          |           | [ 3 ]          |       |
| L'Équipe      | esportiu    | -         | pagament |           |                |       |
| Les Échos     | economia    | pagament  |          |           |                |       |
| Libération    | generalista | esquerra  | pagament |           |                | [ 4 ] |
| La Croix      | generalista | catòlic   | pagament |           |                | [ 5 ] |
| La Tribune    | economia    | pagament  |          |           | [ 5 ]          |       |
| L'Humanité    | generalista | comunista | pagament |           |                | [ 5 ] |
| France-Soir   | generalista | -         | pagament |           |                |       |
| 20 minutes    | generalista | -         | gratuït  | comptacte |                |       |
| CNews Matin   | generalista | -         | gratuït  | compacte  |                |       |
| Metro         | generalista | -         | gratuït  | compacte  |                |       |

| Nom de la publicació | Tipus                   | Format   | Grup editorial |
| -------------------- | ----------------------- | -------- | -------------- |
| Voici                | premsa del cor          | tabloide |                |
| Télé 7 Jours         | entreteniment televisiu | tabloide |                |
| Femme actuelle       | dona                    | tabloide |                |
| Paris Match          | premsa del cor          | tabloide |                |
| Closer               | premsa del cor          | tabloide |                |
| L'Obs                | actualitat política     | tabloide |                |
| Gala                 | premsa del cor          | tabloide |                |
| Maxi                 | home                    | tabloide |                |
| Elle                 | dona                    | tabloide |                |
| Le Point             | actualitat política     | tabloide |                |
| L'Histoire           | història                | tabloide |                |
| National Geographic  | Natura i història       | tabloide |                |
| Vogue                | moda                    | tabloide |                |
| Playboy              | pronografia             | tabloide |                |
| Sciences et Vie      | ciència                 | tabloide |                |
| Ça m'intéresse       | descoberta i educació   | tabloide |                |
| Capital              | economia                | tabloide |                |
| Historia             | història                | tabloide |                |
| HFM                  | home                    | tabloide |                |

## Premsa desapareguda
- L'Ami du Peuple (1789-1790)
- La Cause du peuple (1848)
- La Citoyenne (1881-1891)
- Le Matin (1884-1944)
- Le Petit Journal (1863-1944)
- Le Petit Parisien (1876-1944)
- La Gazette (1631-1915)